# Lijst van Zuid-Amerikaanse inheemse volken
Dit is een lijst van Zuid-Amerikaanse inheemse volken. Met inheems worden in het algemeen de oudste bewoners van Amerika bedoeld. De volken en groepen worden gewoonlijk geclassificeerd met behulp van hun talen, locatie en culturele overeenkomsten. Onderstaande lijst omvat volken en groepen uit heden en verleden. Zie ook het artikel over precolumbiaanse culturen en beschavingen en de lijst van Noord-Amerikaanse inheemse volken.

## ColombiaenVenezuela
- Quimbaya (verdwenen)
- Tairona (verdwenen)
- Zenú

## Guyana's
- Akuriyo
- Aparai
- Ingarikó (Akawaio, Kapon)
- Karaïben (Kari’na)
- Karipuna do Amapá
- Katuena
- Lokono (Arowakken)
- Macushi
- Palikur
- Patamona
- Pemón
- Saloema (Taruma)
- Sanema
- Sikiiyana
- Teko (Emerillon)
- Trio (Tiriyó)
- Yanomamö (Yanomami, Yąnomamö, Ianomami)
- Wapishana
- Warau (Warao)
- Wayampi (Wajãpi)[1]
- Wayana

## Andes
- Atacameño (Lickan-antay)
- Awa-Kwaiker (Awa)
- Aymara
- Chimborazo
- Calima(verdwenen)
- Cañar
- Cayambe/Kayambi
- Chachapoya (Wolkenmensen, verdwenen)
- Chachi (Cayapa)
- Chavin (verdwenen)
- Chibcha
- Chimú (verdwenen)
- Conchucos
- Cotopaxi
- Diaguita (Diaguita-Calchaquí)
- Huarochiri
- Inca's
- Kogi (Kogui(s))
- Moche
- Muisca
- Nazca (verdwenen)
- Nariño
- Otavalo
- Paez (Nasa)
- Paracas (verdwenen)
- Quichua(s)/Quechua(s) (Kichwa(s))
  - Chanka(s)
  - Wanka(s) (Haunca(s))
- Quimbaya
- Salasaca
- Saraguro
- San Agustín
- Tairona (Teruna)
- Tierradentro
- Tiwanaku (Tiahuanaco) (verdwenen)
- Tsáchila (Colorados)
- Tumaco
- Uros
- Valdivia
- Wari (Huari) (verdwenen)
- Zenú

### Kustregio (Costa)
- Atacameño
- Bara
- Chango
- Yukpa (Yuko)
- Yurutí

## Oostelijk Brazilië
- Apinajé (Apinaye Caroyo)
- Apurinã (Popũkare)
- Arara
- Bororo
- Botocudo (Lakiãnõ)
- Carijo Guarani
- Guató
- Kadiwéu (Guaicuru)
- Karajá (Iny, Javaé)
- Kaxixó
- Kayapo (Cayapo, Mebêngôkre)
- Laklãnõ
- Mehim (Krahô, Crahao)
- Ofayé
- Parakatêjê (Gavião)
- Pataxo
- Potiguara (Pitigoares)
- Tabajara
- Tupiniquim (Oostelijke Tupi)
- Umutina (Barbados)
- Xakriabá (Chakriaba, Chikriaba, or Shacriaba)
- Xavante (Shavante)
- Xerénte (Sherente)
- Xucuru

## Subandes(Noordwestelijk Amazonebekken)
Volkeren in de uitlopers van de Andes, ook Montaña genoemd.
- Arabela
- Arapaso (Arapaco)
- Baniwa
- Barbudo
- Bora
- Candoshi-Shapra (Chapras)
- Carútana (Arara)
- ChayahuitaChayahuita (Chaywita)
- Cocama
- Cofán (Cofan)
- Cubeo (Kobeua)
- Dâw
- Flecheiro
- Huaorani (Waorani, Waodani, Waos)
- Hupda (Hup)
- Jibito
- Jivaro
  - Achuar (Shiwiar)
  - Aguaruna (Aguarana)
  - Huambisa
  - Shuar (Jívaro, Jibaro)
- Kachá (Shimaco, Urarina)
- Kamsá (Sebondoy)
- Kanamarí
  - Cañari Kichua (Canari)
  - Canelo Kichua (Canelos-Quichua)
  - Chimborazo Kichua
  - Cholos cuencanos
  - Napo Runa (Napo Kichua, Quijos-Quichua, Napo-Quichua)
  - Saraguro
  - Sarayacu Kichua
- Korubu
- Kugapakori-Nahua
- Macaguaje (Majaguaje)
- Machiguenga
- Marubo
- Matsés (Mayoruna, Maxuruna)
- Mayoruna (Maxuruna)
- Miriti
- Murato
- Mura
  - Pirahã (Mura-pirarrã)
- Nukak (Nukak-Makú)
- Ocaina
- Omagua (Cambeba, Kambeba, Umana)
- Orejón (Orejon)
- Panoan (Panoano, Panoana, Páno)
- Quichua
- Sharpas
- Secoya
- Siona (Sioni)
- Siriano
- Siusi
- Tariano (Tariana)
- Tsohom Djapá
- Tukanoan (Tucano)
  - Barasana (Pareroa, Taiwano)
  - Oostelijke Tukanoan
  - Makuna (Buhagana, Macuna)
- Waikino (Vaikino)
- Waimiri-Atroari (Kinja, Uaimiri-Atroari)
- Wanano (Unana, Vanana)
- Witoto
  - Murui Witoto
- Yagua (Yahua)
- Yaminawá (Jaminawa, Yamanawa, Yaminahua)
- Yora
- Záparo (Zaparo)
- Zuruahã (Suruahá, Suruwaha)

## Amazonebekken

### Oostelijk Amazonebekken
- Amanayé (Ararandeura)
- Araweté (Araueté, Bïde)
- Awá (Guajá)
- Chuncho
- Ge
- Guajajára (Guajajara)
- Guaraní
- Ka'apor
- Kuruaya
- Marajoara, Precolumbiaanse cultuur (verdwenen)
- Panará
- Parakanã (Paracana)
- Suruí do Pará
- Tembé (Tembe)
- Turiwára (Turiwara)
- Wayampi
- Zo'é

### Zuidelijk Amazonebekken
- Enawene Nawe
- Mehinako
- Nambikwara (Anunsu)
- Terena
- Yawalapiti

### Zuidwestelijk Amazonebekken
- Aikanã
- Akuntsu (Akunt'su)
- Asháninka

## Gran Chaco
- Abipon (verdwenen)
- Angaite (Angate)
- Ayore (Morotoco, Moro, Zamuco)
- Chamacoco (Ishiro)
- Chané
- Chiquitano (Chiquito, Tarapecosi)
- Chorote (Manjuy, Iyo'Wujwa)
- Chulupe (Chulupí, Nivaclé, Ashluslay, Guentusé)
- Guana (Kaskihá)
- Guaraní
  - Boliviaanse Guarani
    - Chiriguano
    - Guarayo (Oost-Boliviaanse Guarani)

  - Chiripá (Tsiripá, Ava)
  - Pai Tavytera (Pai, Montese, Ava)
  - Tapieté (Ñandeva)
  - Yuqui (Bia)
- Guaycuru (Guaycurú)
  - Mbaya (Caduveo), historisch
    - Kadiweu

  - Mocoví (Mocobí)
  - Pilagá (Pilage Toba)
  - Toba (Qom, Frentones)
- Kaiwá
- Lengua (Enxet)
  - Noord-Lengua (Eenthlit)
  - Zuid-Lengua
- Lulé (Pelé, Tonocoté)
- Maca (Towolhi)
- Mataco (Wichí)
- Nivaclé (Ashlushlay, Chulupí, Chulupe, Guentusé)
- Sanapana (Quiativis)
- Vilela
- Wichí (Mataco)

## Zuidelijk Zuid-Amerika
- Aché
- Chaná  (verdwenen)
- Chandule (Chandri)
- Charrúa
- Chono (verdwenen)
- Comechingon (Henia-Camiare)
- Haush (Manek'enk, Mánekenk, Aush)
- Het (Querandí) (verdwenen)
  - Chechehet
  - Didiuhet
  - Taluhet
- Huarpe (Warpes) (verdwenen)
  - Allentiac (Alyentiyak)
  - Millcayac (Milykayak)
  - Oico
- Kawésqar (Alacalufe, Halakwulup)
- Mapuche of Araucanen
  - Huilliche (Huillice, Hlliche)
  - Lafquenche
  - Mapuche
  - Pehuenche
  - Picunche
  - Promaucae
- Mbeguá (verdwenen)
- Minuane (verdwenen)
- Puelche (Guenaken, Pampa) (verdwenen)
- Tehuelche
  - Künün-a-Güna (Gennakenk, Gennaken, Noordelijke Tehuelche)
  - Küwach-a-Güna
  - Mecharnúekenk
  - Aónikenk (Zuidelijke Tehuelche)
- Teushen
- Selknam (Ona)
- Wanano
- Yaghan (Yámana)
- Yaro (Jaro)